# قشرة بصرية
القشرة البصرية للدماغ (بالإنجليزية: Visual cortex)‏ هي القشرة الدماغية المسؤولة عن معالجة البيانات البصرية وهي تقع في الفص القذالي في الجزء الخلفي من الدماغ. وهي جزء من القشرة الدماغية التي تلعب دورا هاما في معالجة المعلومات المرئية. المعلومات البصرية القادمة من العين، يمر من خلال نواة ركبية الجانبية (lateral geniculate nucleus)، التي تقع في المهاد، ومن ثم تصل إلى القشرة البصرية. الجزء من القشرة البصرية التي يتلقى المدخلات الحسية من المهاد هو القشرة البصرية الأساسية، المعروف أيضا باسم منطقة البصرية الأولى(V1)، والقشرة المخططة. وتتكون المناطق الخارجية من المناطق البصرية اثنين (V2)، وثلاثة (V3)، وأربعة (V4)، وخمسة (V5). [1] كل من نصفي الدماغ يحتوي على قشرة بصرية. القشرة البصرية في نصف الكرة الأيسر تتلقى إشارات من المجال البصري الأيمن أما القشرة البصرية في نصف الكرة الأيمن فتتلقى الإشارات من المجال البصري الأيسر
تتكون القشرة البصرية من خمسة مناطق:-
- القشرة البصرية الأولية (v1): وهي نسيج من مناطق متشابكة تتم معالجة البيانات فيها بشكل عام.
- المنطقة البصرية (v2): وهي ثاني منطقة رئيسية في القشرة البصرية، وأول منطقة رئيسية في الرابطة البصرية، وهي متصلة بشكل رئيسي بالقشرة البصرية الأولية v1 والمناطق الثانية.
- المنطقة البصرية (v3).
- المنطقة البصرية (v4).
- المنطقة البصرية (v5).

## القشرة البصرية الأولية (ڤي1)
القشرة البصرية الأولية هي الباحة البصرية الأكثر دراسة في الدماغ. في الثدييات، تقع هذه الباحة في القطب الخلفي للفص القذالي وهي أول وأقدم باحة بصرية قشرية. تعد متخصصة بدرجة عالية في معالجة المعلومات حول الأجسام الثابتة والمتحركة وتمتاز بقدرة عالية على تمييز الأنماط.
تعد القشرة البصرية الأولية، التي تتحدد من خلال وظيفتها أو تدرجها ضمن النظام البصري، مكافئة تقريبًا القشرة المخططة، والمعروفة أيضًا باسم باحة برودمان رقم 17، والتي يتم تحديدها من خلال موقعها التشريحي. اشتق اسم «القشرة المخططة» من خط جيناري، وهو شريط مميز يُرى بالعين المجردة، ويمثل المحاور العصبية الميالينية من الجسم الركبي الوحشي التي تنتهي في الطبقة 4 من المادة الرمادية.

## ڤي2
الباحة البصرية ڤي2، أو القشرة البصرية الثانوية، وتسمى أيضًا القشرة قبل المخططة، هي المنطقة الرئيسية الثانية في القشرة البصرية، والمنطقة الأولى ضمن الباحة البصرية الترابطية. تستقبل إشارات عصبية قوية بالتغذية الأمامية من ڤي1 (مباشرةً وعبر وسادة المهاد) وترسل إشارات قوية إلى ڤي3 وڤي4 وڤي5. ترسل أيضًا إشارات قوية بالتغذية الراجعة إلى ڤي1.
من حيث التشريح، تنقسم ڤي2 إلى أربعة أرباع، القسمين الظهري والبطني في نصفي الكرة الأيمن والأيسر. تشكل هذه المناطق الأربع معًا خريطة كاملة للعالم المرئي. تشترك ڤي2 في العديد من الخصائص مع ڤي1: يتم ضبط الخلايا بحسب خصائص بسيطة مثل الاتجاه والتردد الفراغي واللون. تتغير استجابة العديد من عصبونات ڤي2 أيضًا بحسب خصائص أكثر تعقيدًا، مثل اتجاه خداع الحواف، والتباين بين العينين، وما إذا كان المنبه جزءًا من الشكل أو الخلفية. أظهرت الأبحاث الأخيرة أن خلايا ڤي2 مسؤولة عن قدر صغير من التحكم الانتباهي (أكثر من ڤي1، وأقل من ڤي4)، وهي مضبوطة بحسب أنماط متوسطة التعقيد، ويمكن أن تحفزها اتجاهات متعددة في مناطق فرعية مختلفة ضمن مجال استقبالي واحد.

## القشرة البصرية الثالثة والباحة ڤي3
يشير مصطلح المعقد البصري الثالث إلى منطقة القشرة الموجودة مباشرةً أمام ڤي2، والتي تشمل منطقة تُسمى الباحة البصرية ڤي3 لدى البشر. يشير مصطلح «المعقد» إلى وجود بعض الجدل حول المدى الدقيق لاتساع الباحة ڤي3، إذ اقترح بعض الباحثين أن القشرة الموجودة أمام ڤي2 قد تشمل قسمين أو ثلاثة أقسام فرعية وظيفية. مثلًا، اقترح دايفيد فان إيسين وآخرون (1986) وجود « ڤي3 ظهرية» في الجزء العلوي من نصف الكرة المخية، وهي تختلف عن «ڤي3 البطنية» (أو الباحة الخلفية البطنية) الموجودة في الجزء السفلي من الدماغ. تملك كل من ڤي3 الظهرية وڤي3 البطنية ارتباطات مميزة مع أجزاء أخرى من الدماغ، ويمكن تمييزهما عن بعضهما بتلوين المقاطع بأساليب متنوعة، وتحتويان على عصبونات تستجيب لمجموعات مختلفة من المحفزات البصرية (مثلًا، تكون العصبونات الانتقائية للألوان أكثر شيوعًا ضمن ڤي3 البطنية). أُبلغ عن وجود أقسام فرعية إضافية لدى البشر، بما في ذلك ڤي3أ و ڤي3ب. تقع هذه الأقسام بالقرب من ڤي3 الظهرية، لكنها لا تجاور ڤي2.

## ڤي4
الباحة البصرية ڤي4 هي إحدى الباحات البصرية في القشرة البصرية خارج الجسم المخطط. توجد لدى قردة المكاك أمام ڤي2 وخلف الباحة الصدغية السفلية الخلفية. تتألف من أربع مناطق على الأقل (ڤي4د اليسرى واليمنى، وڤي4ڤ اليسرى واليمنى)، وتشير بعض المصادر إلى وجود أقسام فرعية منقارية وذيلية أيضًا. من غير المعروف ما إذا كانت ڤي4 البشرية متوسعة بقدر مثيلتها لدى قردة المكاك، إذ بقي هذا الأمر موضع نقاش.
الباحة البصرية الصدغية الوسطى ڤي5
الباحة البصرية الصدغية الوسطى (ڤي5) هي منطقة من القشرة البصرية خارج الجسم المخطط. تحتوي هذه الباحة في معظم أنواع قردة العالم الجديد وقردة العالم القديم، على نسبة عالية من العصبونات الانتقائية للاتجاه. يُعتقد أن الباحة البصرية الصدغية المتوسطة لدى الرئيسيات تلعب دورًا هامًا في توقع الحركة، وإدراك إشارات الحركة الموضعية ودمجها بمجال الرؤية الواسع، وتوجيه بعض حركات العين.

## ڤي6
يبدو أن الباحة الظهرية الوسطى المعروفة أيضًا باسم ڤي6، تستجيب للمنبهات البصرية المرتبطة بالحركة الذاتية والتنبيه واسع النطاق. تعد ڤي6 قسم فرعي للقشرة البصرية لدى الرئيسيات، وُصفت لأول مرة من قبل جون ألمان وجون كاس في عام 1975. تقع ڤي6 في الجزء الظهري من القشرة خارج الجسم المخطط، بالقرب من الأخدود العميق ضمن مركز الدماغ (الشق الطولي المتوسط)، وعادةً ما تتضمن أيضًا أجزاءً من القشرة الوسطى، مثل التلم الجداري القذالي. تحوي الباحة الظهرية الوسطى تمثيل طبوغرافي منظم لمجال الرؤية بأكمله.